# Podvodní ragby

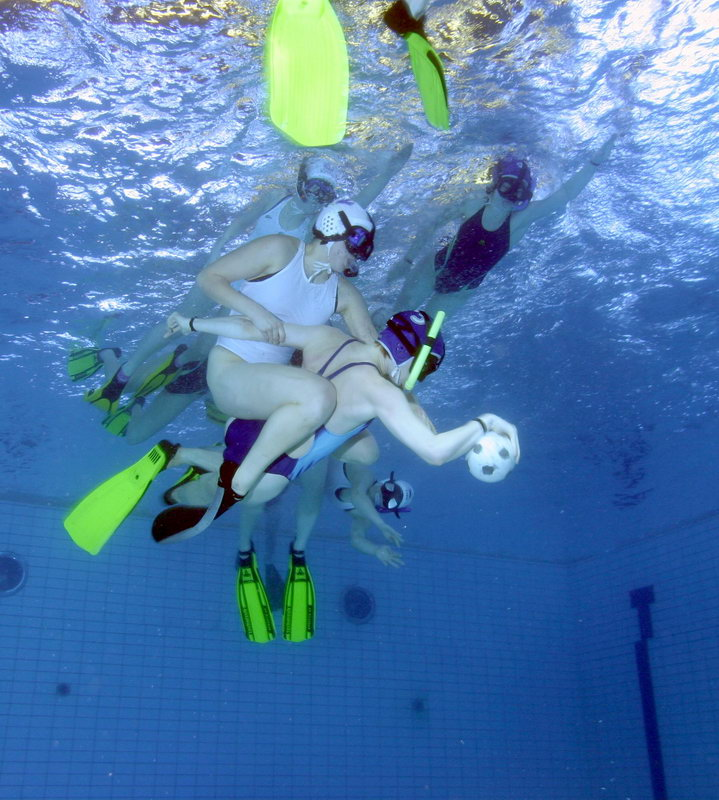
Zápas v podvodním ragby

Podvodní ragby je týmový sport podobný klasickému ragby, ovšem hraný v bazénu. Pochází z Kolína nad Rýnem v Německu, kde vznikl při tréninku v potápěčských klubech.

## Pravidla
Hrají dvě družstva složená ze šesti hráčů ve hře a šesti na střídačce. Každý hráč je vybaven základní potápěčskou výstrojí (ploutve, maska a dýchací trubice - „šnorchl“), čepičkou a plavkami bílé nebo modré barvy. Cílem hry je umístit míč (naplněný slanou vodou, aby pod vodou klesal) do branky soupeře. Branky jsou umístěny u stěn na dně bazénu v hloubce 3.5-5m a mají tvar koše o horním průměru 40 cm. Protihráče se je možno dotýkat jenom pokud drží míč. Hmaty a chmaty jsou povoleny, zakázáno je však škrcení, kopání, údery, nebo strhávání výstroje.